# اوتمیل (تگزاس)
اوتمیل، تگزاس(به انگلیسی: Oatmeal, Texas) شهری در ایالت تگزاس از ایالات جنوبی ایالات متحده آمریکا است.